# Centro militare di studi strategici
Il Centro militare di studi strategici (CeMiSS) è un ente del Ministero della difesa, una delle tre componenti autonome del Centro alti studi per la difesa (CASD).
Vi presta servizio sia personale militare, delle varie forze armate, sia personale civile.
È strutturato su tre dipartimenti, che corrispondono a tre campi di competenza:
- relazioni internazionali;
- sociologia militare;
- scienza, tecnologia, economia e politica industriale.

Il Centro è stato fondato nel 1987 e ha sede nello storico Palazzo Salviati di Roma.
I compiti del centro sono:
- attività di studio e ricerche a carattere strategico-politico-militare;
- sviluppo di collaborazioni fra le forze armate e le università, i centri di ricerca nazionali ed esteri, nonché le amministrazioni ed enti che svolgono attività di studio nel settore della sicurezza e della difesa;
- attività formativa dei ricercatori scientifici militari;
- promozione della specializzazione di giovani ricercatori italiani;
- pubblicazione degli studi di maggior interesse.